# Мали Град
Мали Град (алб. Maligrad) је острво у Албанији и налази се у Преспанском језеру.

## Положај
Острво се простире на површини више од 5 хектара. Налази се у Преспанском језеру, неколико километара од Грчке и Македонске територије.
Мали Град је мањи од два острва Преспанског језера, друго — Голем Град је много веће (20 хектара). Оба острва немају стално становништво.
Острво има пуно пећина погодних за станишта дивљих животиња. Покривено је са малим бројем стабала, остатак је песковито земљиште. На острву се налази Богородична црква, коју је подигао српски племић и кесар Новак Мрасоровић у 14. веку.

## Галерија
- Поглед на Мали Град
- Обала Малог Града